# Pavlovec Zabočki
Pavlovec Zabočki is een plaats in de gemeente Zabok in de Kroatische provincie Krapina-Zagorje. De plaats telt 618 inwoners (2001).